# Комари (Новгород-Сіверський район)
Комари — колишнє село в Україні, Новгород-Сіверському районі Чернігівської області. Підпорядковувалось Чайкинській сільській раді.
Розташовувалося за 2 км на північ від Чайкиного, на висоті 177 м над рівнем моря.
Планування було хутірське - на певній віддалі одна від одної розташовувалися окремі садиби
Вперше згадане як хутір Ляхова на 1 двір, де жив 1 мешканець. 1988 року у селі мешкало 10 осіб. 8 серпня 1995 року Чернігівська обласна рада зняла село з обліку.